# Meganomia binghami
Meganomia binghami är en biart som först beskrevs av Cockerell 1909.  Meganomia binghami ingår i släktet Meganomia och familjen sommarbin. Inga underarter finns listade i Catalogue of Life.